# Raunheimer Waldsee
Der Raunheimer Waldsee ist ein See in der Gemarkung Raunheim im Landkreis Groß-Gerau in Hessen.

## Geographie
Der Raunheimer Waldsee ist ein Baggersee in der Waldgemarkung von Raunheim etwa 600 Meter östlich der Ortslage. Seine bewaldete Uferparzelle wird annähernd rechteckig durch vier Forststraßen begrenzt: im Westen die Stockstraße, im Norden der Holzweg am Flörsheimer Forsthaus, im Osten die Achtstauden-Schneise und im Süden die Aschaffenburger Straße. Der See liegt ungefähr in der Mitte eines zusammenhängenden Waldgebiets zwischen den Bundesautobahnen A 3 und A 67, die im Nordosten am Mönchhof-Dreieck verknüpft sind und das Waldgebiet im Norden, Osten und Süden begrenzen; im Nordwesten endet der Wald an der nahen Bahnstrecke Mainz–Frankfurt.
Der See ist etwa 700 Meter lang und 450 Meter breit. Nach den im Juli 2022 verfügbaren Satellitenbildern hat er eine Fläche von etwa 23,97 Hektar.

## Nutzung
Der Raunheimer Waldsee ist durch Abbau von Kies geschaffen worden, den am Nord- und Ostufer Schwimmbagger heute noch fortsetzen. Von den knapp 2400 Meter Uferlänge sind etwa 500 Meter an der Südwestseite ein Badestrand mit zweieinhalb Hektar Liegefläche; es gibt ein Seehaus mit Gastronomie, Umkleidekabinen mit Schließfächern, Sanitäranlagen und eine Liegeplattform ufernah im Wasser. Für Kinder gibt es einen Nichtschwimmerbereich und ein Piratenschiff mit Rutsche. Bei den Badegästen dürfen auch Angler und Windsurfer ihrem Sport nachgehen.